# Christoph Adams
Christoph Adams (* 19. April 1965 in Wittlich) ist ein deutscher Jazzpianist.

## Leben und Wirken
Adams studierte Jazz seit 1986 an der Musikhochschule Köln bei Frank Wunsch, John Taylor und Jiggs Whigham. Zwischen 1995 und 1998 lebte er auf Malta, seitdem in Berlin. 1986 gründete er erste Bands mit Pepe Berns, Dietmar Fuhr, Christian Ramond, Reinhard Kobialka, Uwe Ecker, Peter Kahlenborn, John Schröder und Steve Argüelles. 1992 holte er Ed Schuller und Ernst Bier in sein Trio, das zeitweise auch als Quartett von Perry Robinson tourte. Später gehörten Felix Astor und Paulo Cardoso bzw. Carlos Bica zu dem Trio, das seit 2004 unter dem Namen Trioʼ68 mit Paul Kleber und Astor unterwegs ist. Das Trio wurde zeitweise durch kleine Bläserensembles erweitert, unter anderem mit Sebastian Studnitzky, Nikolaus Neuser, Tilmann Dehnhard, Falk Breitkreuz, Gebhard Ullmann,  Samon Kawamura oder Jan von Klewitz. Weiterhin trat er mit Woody Shaw, Lew Soloff, Till Brönner sowie mit Fred Kellner und die famosen Soulsisters, Gitte Hænning, Lisa Bassenge, Pe Werner und Jazzanova auf. 
Zwischen 1991 und 2008 war Adams Tom Lord zufolge an zehn Plattenaufnahmen im Bereich des Jazz beteiligt, unter anderem mit Reiner Witzel (Passage to the Ear) und Perry Robinson (Still Travelling). 2001 erhielt er den Kulturförderpreis des Landkreises Bernkastel-Wittlich. Auch hat er einen Lehrauftrag an der Hochschule für Musik und Theater Leipzig.

## Diskographische Hinweise
- Featuring Ed Schuller & Ernst Bier (New Morning 1997)
- Portraits in Black and White (JazzHausMusik 1997, solo)
- Pastime Paradise (Jazz Town 2000, mit Ed Schuller und Ernst Bier)
- Bossa no Piano (Contemplate 2013)